# Hemileuca normalis
Hemileuca normalis är en fjärilsart som beskrevs av Dyar 1914. Hemileuca normalis ingår i släktet Hemileuca och familjen påfågelsspinnare. Inga underarter finns listade i Catalogue of Life.